# Jean-Baptiste Maudet
Pour les articles homonymes, voir Maudet.
Jean-Baptiste Maudet est géographe et écrivain français né en 1976. Il enseigne à l’université de Pau ; ses recherches portent sur la géographie culturelle. Ses romans ont reçu plusieurs prix.

## Biographie
Jean-Baptiste Maudet naît en 1976. Après un doctorat en géographie, il mène des recherches en géographie culturelle. Il est pensionnaire de la Casa de Velázquez en 2003-2004, ce qui lui permet d'étudier un an à l'École des hautes études hispaniques et ibériques de Madrid. En 2018, son premier roman Matador Yankee est récompensé par le prix Orange du Livre. Son deuxième livre Des humains sur fond blanc décroche le prix Brise-Lame 2021,. Ses livres explorent l'imaginaire géographique, en écho à ses travaux de géographe,,.

## Prix et distinctions
- Prix Orange du Livre en 2018 pour Matador Yankee[5] ;
- Prix Brise-Lame en 2021 pour Des humains sur fond blanc[6] ;
- Sélectionné pour le prix Au fil des pages en 2022[2];

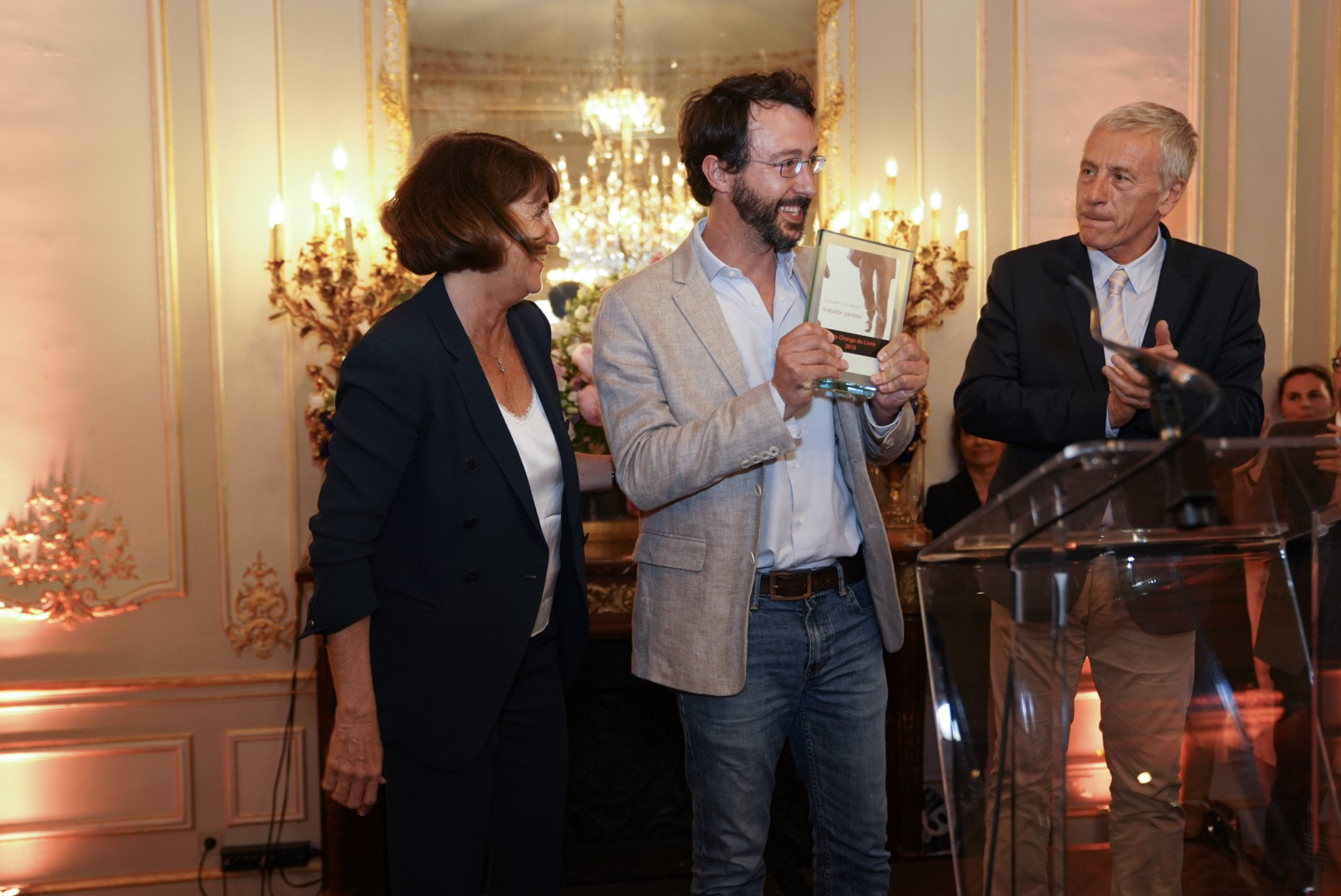
Jean-Baptiste Maudet lors de la remise du Prix Orange du Livre 2019.

- Sélectionné pour le prix Amerigo Vespucci en 2022[10].

## Publications

### Romans
- Jean-Baptiste Maudet, Matador Yankee, 2019 (ISBN 978-2-84742-407-2 et 2-84742-407-5, OCLC 1083139484, lire en ligne)
- Jean-Baptiste Maudet, Des humains sur fond blanc, 2020 (ISBN 978-2-84742-433-1 et 2-84742-433-4, OCLC 1134683748, lire en ligne)
- Jean-Baptiste Maudet, Tropicale tristesse, Le Passage, 2022 (ISBN 978-2-84742-486-7)

### Ouvrages
- Jean-Baptiste Maudet, Cowboys, clowns et toreros : l'Amérique réversible, Berg international, 2014 (ISBN 978-2-917191-94-1 et 2-917191-94-5, OCLC 887521963, lire en ligne)
- Jean-Baptiste Maudet (photogr. Adrien Basse-Cathalinat), Béarn, Cairn, 10 octobre 2022, 168 p. (ISBN 979-10-7006-160-2)

### Film documentaire
- Le Cow-Boy, le clown et le torero[11], réalisé avec Frédéric Saumade, 2012. Un livre est ensuite édité avec le même titre.